# Clifton Chenier
Clifton Chenier (Opelousas, 25 giugno 1925 – Lafayette, 12 dicembre 1987) è stato un musicista e fisarmonicista statunitense di origine creola.

## Biografia
Nato in Louisiana, fu interprete dei generi zydeco, cajun, musica creola, R&B, jazz e blues. Suonò principalmente la fisarmonica e vinse il Grammy Award nel 1983. Nel 1984 è stato onorato con un National Heritage Fellowship, riconoscimento consegnato dalla National Endowment for the Arts. Nel 1989 è stato inserito postumo nella Blues Hall of Fame.
Nel 2014 ha ricevuto il Grammy Award alla carriera.

## Discografia parziale
- Clifton's Blues, 1954
- Louisiana Blues & Zydeco, 1965
- Bon Ton Roulet!, 1967
- Bogalusa Boogie – Blues & Zydeco, 1975
- Frenchin' the Boogie, 1976
- Boogie in Black and White (con Rod Bernard, 1976
- Boogie & Zydeco, 1979
- I'm Here, 1982